# Leskoveiland
Leskov Eiland is een eiland in de (onbewoonde) archipel van Zuid-Georgië. Tevens is dit eiland het kleinste eiland van deze archipel. Leskov-eiland, Zuid-Georgië en de Zuidelijke Sandwicheilanden vallen onder de Engelse kroon maar worden bestuurd vanuit de Falklandeilanden.
Zuid-Georgia:

Zuid-Georgia · Annenkoveiland · Bird Island · Cooper Island · Graseiland · Pickersgilleilanden · Welkomeilanden · Williseilanden · Zwarte Rotsen · Aalscholversrotsen · Clerkerotsen

Zuidelijke Sandwicheilanden:

Traversay- en Lichtmiseilanden: Zavodovski-eiland · Leskoveiland · Visokoi-eiland · Lichtmiseiland · Vindicatie-eiland

Zuidelijke Thule-eilanden: Bellingshauseneiland · Cookeiland · Thule-eiland

Overige eilanden: Bristoleiland · Montagu-eiland · Saunderseiland